# Gaudenzio Ferrari

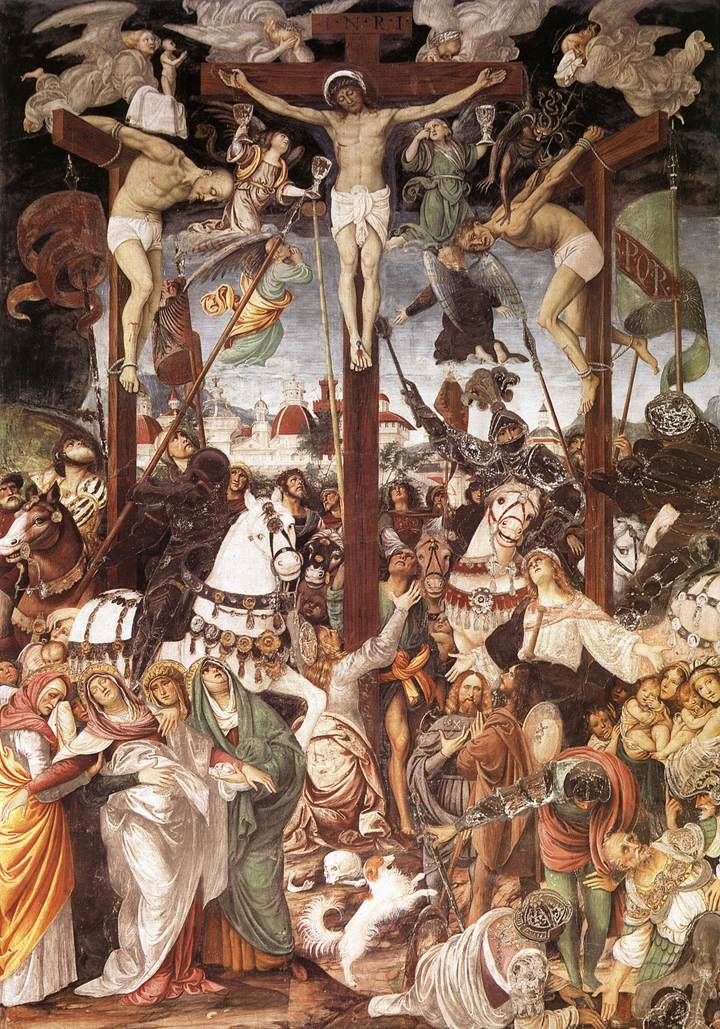
Crucificação

Gaudenzio Ferrari (c. 1471 — 1546) foi um pintor e escultor do norte da Itália durante o Renascimento. 
Gaudenzio nasceu em Valduggia, perto de Milão. Aprendeu a pintura com Girolamo Giovenone e depois estudou em Milão, na escola de Stefano Scotto, e provavelmente na de Bernardino Luini. Em 1504, foi para Florença. Trabalhou também em Roma e morreu em Milão. 
Executou sua obra mais famosa, um afresco da Crucificação com um multiplicidade de figuras, não menos de vinte e seis delas modeladas e coloridas em relevo. Sua obra mostra a união entre o realismo de Milão e as cores de Veneza. Foi um pintor fecundo e seus trabalhos eram, em geral, sobre temas religiosos. 
Andrea Solario, Giovanni Battista Cerva, Gian Paolo Lomazzo e Fermo Stella foram seus principais alunos. 